# 상주역
상주역(Sangju station, 尙州驛)은 경상북도 상주시 성동동에 위치한 경북선의 철도역이다. 경북선의 철도역 중에서 점촌역과 마찬가지로 이용 승객이 많은 역이다. 전해지는 바에 의하면 과거 급수탑이 있었다고 하지만 현재 남아있지 않은 상황이다.
2006년 7월 한국철도공사 지사제 발족 당시 그룹대표역으로 지정되었으나, 업무 효율과 핵심 사업 실행, 현장중심의 경영체제 확립을 위한 조직개편으로 2009년 9월 각 지사가 지역 본부로 축소되면서, 그룹대표역에서 보통역으로 격하되었다. 당시 관할의 역들은 점촌역으로 관할 업무가 위임되었다.

## 연혁
- 1924년 10월 1일 : 보통역으로 영업 개시[1]
- 1957년 7월 3일 : 역사소실로 목조 가역사 준공
- 1971년 10월 1일 : 현재의 역사 준공
- 1973년 4월 7일 : 사무관역으로 승격
- 1994년 7월 11일 : 주사역으로 격하
- 1995년 12월 28일 : 전기연동장치로 개량
- 2006년 5월 1일 : 소화물 취급 중지
- 2006년 11월 15일 : 화물 취급 중지
- 2019년 1월 1일 : 경북선 열차편 개편에 따라 하루 왕복5회 정차

## 역 구조

### 승강장
| ↑함창   |
| １２ \| |
| 청리↓   |

| 1 | 경북선 상행 | 무궁화호 | 영주 방면 |
| 2 | 경북선 하행 | 무궁화호 | 김천 방면 |

## 인접한 역
| 경북선         | 경북선          | 경북선         |
| -------------- | --------------- | -------------- |
| 함창 영주 방면 | 무궁화호 경북선 | 청리 김천 방면 |